# Menaggino
(Aldo Ravasio, custode del Circolo Vela Bellano, 25 luglio 2005)
Il Menaggino è un vento impetuoso e temporalesco del Lago di Como che prende il nome dalla località di Menaggio.
Rappresenta un'evenienza rara: a volte non si manifesta per anni, altre volte si presenta più volte nel corso dello stesso anno, durante l'estate o anche nella tarda primavera.

## Da dove proviene
Giunge da ponente in accompagnamento alle perturbazioni temporalesche che provengono dalla direttrice Ascona-Lugano-Valsolda-Porlezza e che raggiungono il Lago di Como attraverso la Val Menaggio che dalla Svizzera sbuca sul lago a Menaggio. La perturbazione procede a una velocità di circa 20 km/h.

## Come si manifesta
Cosa è accaduto infatti a Bellano sabato 25 giugno? Verso le 14:00, poco dopo la partenza della prima regata, si è scatenato una bufera: il Menaggino, vento particolarmente temuto dai Bellanesi, si è formato nel giro di pochi minuti e ha rinforzato fino a 50-60 nodi seguito da una grossa grandinata. Nessun natante si è salvato dalla improvvisa bufera: i catamarani tutti scuffiati con gli equipaggi appesi in qualche modo agli scafi, i gommoni che arrancavano, pieni d'acqua, alla ricerca di eventuali dispersi; i vigili del fuoco prontamente allertati con tutti i loro mezzi a disposizione (compreso l'elicottero), e tutte le forze di pronto intervento della zona del lago e dei circoli di Dervio, hanno coadiuvato i soci del CVB nel recupero e messa in sicurezza di tutti gli equipaggi. Alla fine molta paura, alcuni danni alle vele e agli scafi, ma nessun serio danno alle persone, tutte recuperate.

Tratto dal resoconto Coppa Bellanasco 2005 
Giunto sul Lago di Como, bloccato dal massiccio delle Grigne, il Menaggino si apre a ventaglio, incanalandosi longitudinalmente allo specchio d'acqua con potenti raffiche (50-60 nodi) che alzano onde corte e irregolari, alte 1-1,5 m (fase della durata 20-25 minuti), spesso seguite da grandine (2-5 minuti) e da un violento acquazzone (15-30 minuti), durante il quale la forza del vento diminuisce e si annulla a causa della colonna d'acqua.
Il Menaggino determina sempre l'immancabile scuffia di tutte le imbarcazioni a vela, fin dalle prime raffiche, che si trovano nel raggio di una decina di chilometri da Menaggio (in pratica lo specchio d'acqua prospiciente Menaggio, Varenna, Bellano, e più in generale interessando la navigazione tra Lierna – dove, come pure nella località di Fiumelatte, il Menaggino subisce una rotazione in senso orario di quasi 180° che lo fa tornare indietro – a sud, fino a Dervio, a nord). Nella sua prima fase la forza del vento è tale da far capovolgere anche i gommoni a motore che, con poco peso a prua, tengano la prua nel vento. Lo specchio d'acqua cessa di essere agitato non appena inizia l'acquazzone e complessivamente il maltempo dura poco meno di un'ora.
La zona del Lago di Como a nord di Menaggio viene investita da vento con direzione nord e maltempo conseguente al Menaggino in misura maggiore rispetto a quella posta a sud (zona Bellagio), investita da vento con direzione sud, per la quale il maltempo si disperde nei due rami – principalmente in quello di Lecco e solo in misura limitata in quello di Como – e scema velocemente d'intensità con l'allontanarsi dal punto in cui il Menaggino si è affacciato sullo specchio d'acqua.

## Prevenzione
I naviganti esperti del Lago di Como, soprattutto i velisti, sono soliti tenere d'occhio l'evolversi degli eventi atmosferici che si succedono nell'entroterra di Menaggio. Dal momento in cui dal lago si rende visibile una perturbazione temporalesca che interessa la Val Menaggio con direzione ovest-est, passano circa 10-15-20 minuti prima che questa investa rispettivamente Varenna, Bellano e Dervio, lasciando ai velisti la possibilità di prepararsi all'evento.
Per le barche a vela vicine a un approdo (entro 10-15 minuti) è d'uso guadagnare terra e venir messe a secco, ammainando le vele e riponendole al sicuro.
Per le barche a vela che si trovano in mezzo al lago è buona norma sfuggire al Menaggino per quanto possibile, allontanandosi da Menaggio sfruttando il vento in poppa, viaggiando con esso fintanto che la perturbazione non perde d'intensità e comunque supera l'imbarcazione. Nel caso invece in cui sia prevedibile che l'impetuosità del Menaggino raggiunga il natante e lo faccia scuffiare, è bene rimanere in centro al lago (lontano dalle rive) e favorire la scuffia a 180° (quella a 90°, con conseguente effetto vela dello scafo, causerebbe una più rapida deriva dell'imbarcazione): la vela produrrà l'effetto àncora riducendo la deriva e al contempo lo scafo del natante capovolto fornirà protezione all'equipaggio dall'eventuale grandine.

## Le date in cui si è manifestato il Menaggino
25 giugno 2005: nasce da una perturbazione con vento a 50-60 nodi che investe Ascona alle h. 14:00 e Menaggio alle h. 15:00, mentre tra Bellano e Dervio si sta tenendo l'annuale Coppa Bellanasco. 32 catamarani scuffiati oltre a innumerevoli natanti di classi minori, oltre 70 persone in acqua, vele strappate, sartie divelte, imbarcazioni alla deriva e poi spiaggiate sulla costa di Dervio e Dorio. Il recupero delle imbarcazioni si è concluso alle h. 20:00. Un idrovolante costretto a compiere un ammaraggio di emergenza. Sono intervenute 7 autoambulanze, 1 elicottero, pompieri, protezione civile.
(Giuseppe Ortelli, Presidente Circolo Vela Bellano)
Considerando i dati meteorologici della giornata, il Menaggino si è preannunciato con una perturbazione temporalesca in transito da Lugano-Massagno intorno alle h. 13:30 con venti a 23 miglia; alle h. 13:50 il vento a Lugano era già ritornato alla velocità di 3 nodi, rimanendo a 23 nodi solo le raffiche più forti; dalle 14:50 in poi (e per almeno un'ora) il vento a Lugano cadeva e si verificava una calma assoluta.